# هاتی هرود ویتنیسون

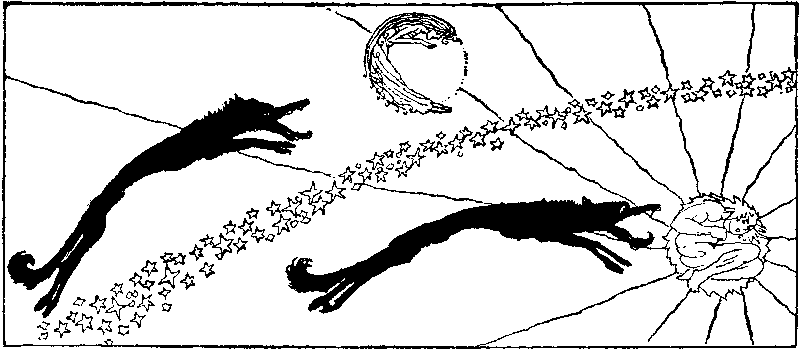
در دور دست‌ها و خیلی وقت پیش، اثر ویلی پوگانی (۱۹۲۰)

هاتی هرود ویتنیسون (به زبان نروژی باستان: Hati Hróðvitnisson) به معنی منفور، در اساطیر اسکاندیناوی گرگی است که همواره در آسمان در تعقیب مانی است، همچنان که برادرش اسکول نیز خورشید را تعقیب می‌کند. به نتیجه رسیدن این تعقیب دائمی و بلعیده شدن خورشید و ماه توسط این دو گرگ یکی از نشانه‌های راگناروک است و پس از این اتفاق فنریر بندهای خود را پاره کرده و به میدان جنگ می‌آید و نهایتا اودین را می‌بلعد.
هرودویتنیسون یکی از القاب هاتی و اسکول است که با توجه به هرودویتنی به معنی گرگ مشهور که یکی از القاب فنریر است این نظریه را که این دو فرزندان فنریر هستند تأیید می‌کند. 